# Glipizide
Le glipizide est une molécule de la famille des sulfonylurées. Il est utilisé comme médicament pour traiter le diabète de type 2.

## Propriétés pharmacologiques

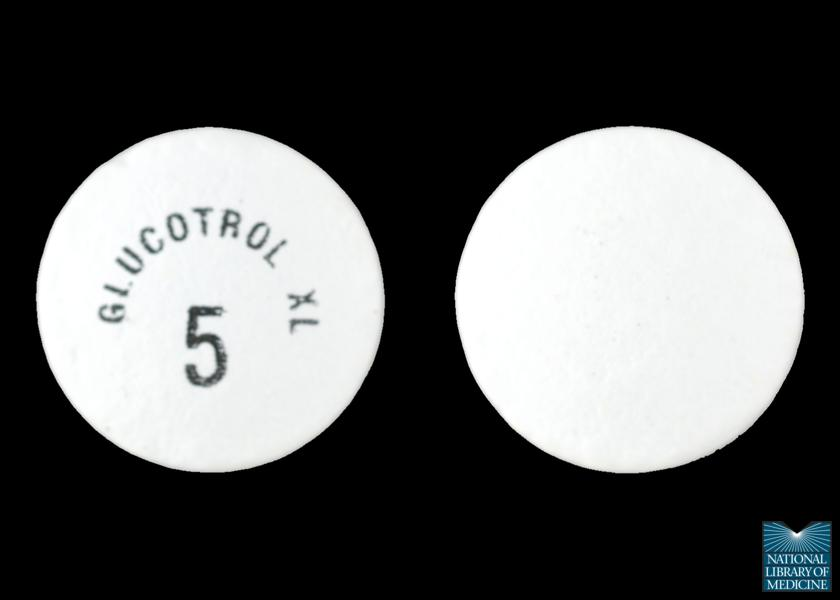
Pilules de Glucotrol XL, marque de glipizide aux États-Unis

Le glipizide agit sur les cellules bêta du pancréas ce qui conduit à l'augmentation de l'insuline libérée par cet organe. Ceci permet de faire baisser la glycémie.

## Effets indésirables
Les effets indésirables les plus fréquents sont :
- hypoglycémie ;
- troubles gastro-intestinaux ;
- éruptions cutanées.

## Spécialités contenant du glipizide
- Médicaments contenant du glipizide commercialisés en France[4] :
  - Glibenese® du laboratoire pharmaceutique Laphal ;
  - Minidiab® du laboratoire pharmaceutique Flexpharma ;
  - Ozidia® du laboratoire pharmaceutique Pfizer ;
  - Glipizide générique du laboratoire Mylan.